# 席捷斯瓦·庫伊肯
席捷斯瓦·庫伊肯，或譯西吉斯瓦·庫伊肯（荷蘭語：Sigiswald Kuijken，荷蘭語發音：[ˌsiɣɪsʋɑlt ˈkœykən]；1944年2月16日—），比利時小提琴家，中提琴家和指揮家，是歐洲古樂復興運動的重要人物。

## 生平
庫伊肯出生在布鲁塞尔附近的迪尔贝克。8岁起在布鲁日音乐学院（Bruges Conservatory）学习小提琴，1960起在布鲁塞尔皇家音乐学院师从莫里斯·拉斯坎。1964-1972年他是布鲁塞尔阿拉里斯乐团（Alarius Ensemble of Brussels）的一员。
自1971年以来，他曾在海牙皇家音樂學院和布鲁塞尔皇家音乐学院教授巴洛克小提琴。任教於荷蘭時，庫伊肯結識了歐洲古樂運動最早的發起人之一古斯塔夫·莱昂哈特。莱昂哈特年紀較庫伊肯年長一輩但兩人默契十足，于1972年一起成立了古樂復興運動極為重要的古樂小樂團（La Petite Bande），並灌錄了大量重要的古樂錄音，包括科雷利、拉莫和海顿的作品，以及亨德尔的歌剧，且广受赞誉。近年来，他还指挥过浪漫主义交响乐。
2007年2月2日，他被天主教鲁汶大学授予荣誉博士学位。

## 音乐
1982年，庫伊肯錄製了他的的巴赫小提琴無伴奏錄音。這個版本重要性在於，它是第一批真正植基於十八世紀小提琴技術的錄音版本。除了用巴洛克弓之外，庫伊肯最大的貢獻是重新复原了巴洛克時代的夾琴方式。這種古代小提琴夾琴技術如何在當時真正被應用一直是個迷，庫伊肯在嘗試了十幾年後，1970年代真正复原了這種夾琴技術，並且在下一個十年的練習後，錄製了他的巴哈小提琴無伴奏錄音，並贏得各方的廣泛肯定。
除了重新發現巴洛克的夾琴方式，庫伊肯參看了大量巴赫時代的文獻，認為當巴赫提到“Violoncello”這個詞的時候，指的不是現代放在兩腿之間演奏的大提琴，而是放在肩膀上演奏的肩式大提琴。2004年，庫伊肯跟他的學生制琴家德米特里·巴迪亚罗夫一起复原了肩式大提琴，並且在2008年錄了巴赫《无伴奏大提琴组曲》。不僅如此，他還將這種肩式提琴用在其他巴赫、維瓦尔第的作品中，最有名的就是他巴赫的《布蘭登堡協奏曲》，維瓦尔弟的《四季》以及大提琴協奏曲的錄音。
2000年之後，庫伊肯開始採納「一人一聲部」（one voice per part，OVPP）理論。庫伊肯表示，他第一次聽到這個理論時，也認為毫無道理。但在詳細察看了巴赫當時寫給教堂他需要的演唱孩童人數後以及編制後，認為OVPP理論真實反應了巴赫當時的編制架構，並且依據這個理論，重新錄製了他的大部分巴赫清唱劇以及受難曲作品。

## 个人生活
他的哥哥维兰德·庫伊肯是一位大提琴和维奥尔琴演奏家，弟弟巴托德·庫伊肯是一位长笛演奏家和录音师，三人被稱為「庫伊肯兄弟」。他们都曾与大键琴演奏家古斯塔夫·莱昂哈特有过广泛的合作。

## 外部連結
- 比利時小樂團官方網站 （页面存档备份，存于）
- 席捷斯瓦·庫伊肯 于 Last.fm
- 席捷斯瓦·庫伊肯的Discogs页面（英文）